# خورخي غونزاليس (لاعب كرة قدم مواليد 1998)
خورخي غونزاليس (بالإسبانية: Jorge González)‏ هو لاعب كرة قدم إسباني في مركز الوسط، ولد في 29 أكتوبر 1998 في بلنسية في إسبانيا.

## وصلات خارجية
- خورخي غونزاليس (لاعب كرة قدم مواليد 1998) على موقع الدوري الأمريكي (الإنجليزية)
- خورخي غونزاليس (لاعب كرة قدم مواليد 1998) على موقع قاعدة بيانات كرة القدم.إي يو (الإنجليزية)